# ركوب الدراجات والنسوية

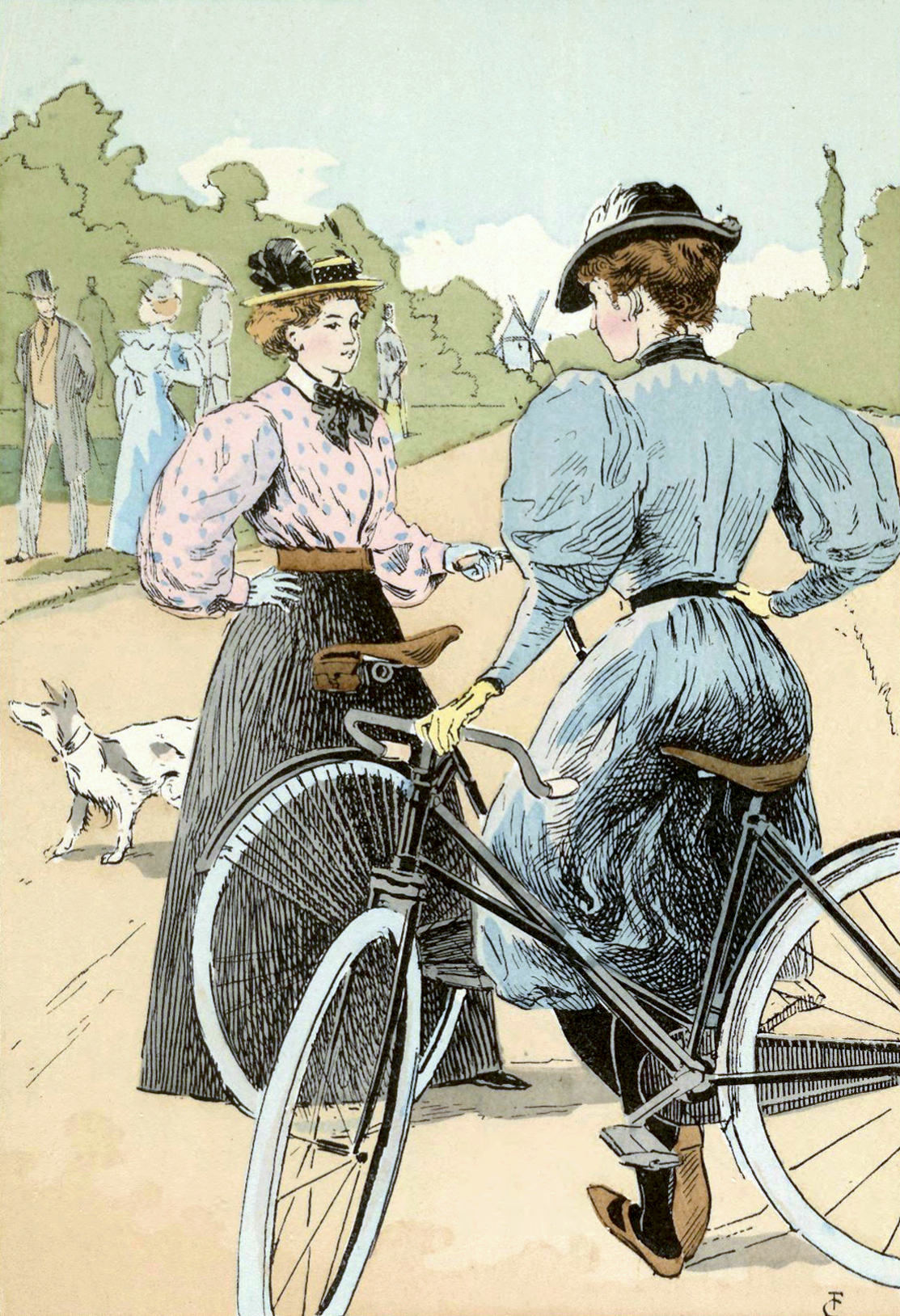

حصلت النساء على قدر كبير من الاستقلال مع اختراع الدراجة. منحهم هذا الاختراع حرية السفر خارج المنزل بمفردهن. شعر بعض المعارضين بالتهديد من هذه الحرية المكتشفة حديثًا، بحجة أن ركوب الدراجات سيشجع النساء على ممارسة الدعارة والسحاق.
استلزم ركوب الدراجات أيضًا ملابس عملية للنساء بشكل أكبر وأدى إلى تغييرات كبيرة في الملابس النسائية في المجتمع. ظهرت تلك الابتكارات الملهمة بين المخترعات الفيكتوريات، واللواتي استلهمن تصميم تصميمات ملائمة لركوب الدراجات مثل ملابس الدراجات القابلة للتحويل. لاحظ أحد الأفراد في الفترة التي بدأ فيها ظهور راكبات الدراجات أنه من الصعب تصديق أنهن نفس النساء اللائي خرجن في فترة ما بعد الظهر لحضور عرض النقل الرسمي.
الدراجات في الفضاء هي سلسلة من كتب الخيال العلمي حول الدراجات وركوب الحركة النسائية.

## أمثلة
كتبت إليزابيث كادي ستانتون أن الدراجة كانت أداة تحفز النساء على اكتساب القوة وتولي أدوار متزايدة في المجتمع. وصرحت سوزان أنتوني في عام 1896: «اسمحوا لي أن أخبركم برأيي في ركوب الدراجات. أعتقد أنها فعلت الكثير لتحرير النساء أكثر من أي شيء آخر في العالم. أقف وأفرح في كل مرة أرى فيها امرأة تركب دراجة.»
تصف بياتريس غريموو التي ذهبت إلى حياة السفر والمغامرة وعاشت طفولة فيكتورية حيث كانت ابنة الثائر كما أطلقوا عليها آنذاك: «اشتريت دراجة بصعوبة. وعلى بعد أميال وأميال من الحدود الممكنة للخيول الجريئة، افتتح العالم أمامي. وبمجرد بزوغ عيد ميلادي الحادي والعشرين، ذهبت بعيدًا عن المنزل، لأرى ما قد يعطيه العالم للبنات اللائي ثرن على التقاليد».

## طب القرن التاسع عشر
استعرض مقال نشر في عام 1895 في مجلة الخلاصة الأدبية The Literary Digest الفترة الزمنية التي بدأ فيها انتشار ركوب الدراجات، وأشار إلى أن سبرينغفيلد الجمهوري حذر من الإفراط في ركوب الدراجات من قبل «النساء والفتيات والرجال في منتصف العمر». قام الطبيب شادويل بمزيد من التفصيل حول المخاوف المتعلقة بوجه الدراجة فيما يتعلق براكبات الدراجات في مقال نشر عام 1897 للاستعراض الوطني National Review في لندن بعنوان «مخاطر ركوب الدراجات الخفية». نوقش مقاله في وقت لاحق بشكل علني.
لم يوافق المتحمسون للدراجات على هذا التقييم الطبي، وأكدوا أن النشاط البدني كان جيدًا لتحسين صحة الفرد وحيويته.
ئ